# Sascha Seelemann

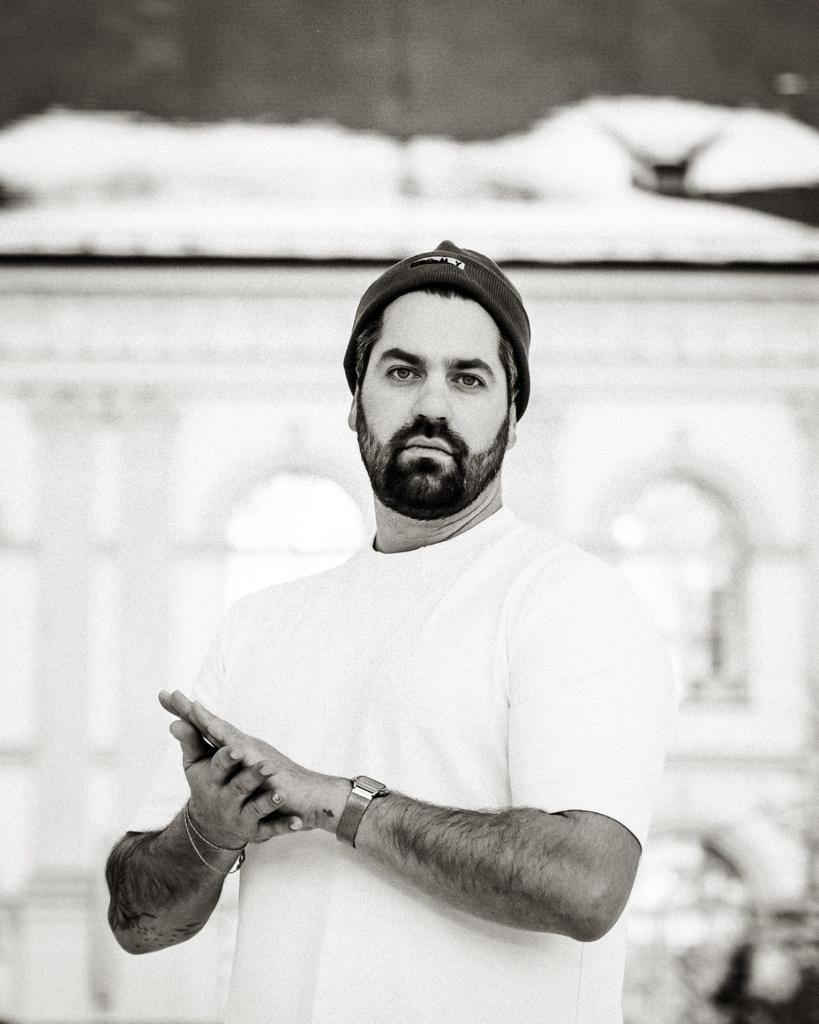
Sascha Seelemann 2021

Sascha Seelemann (* 21. März 1988) ist ein deutscher Hörfunkmoderator, Sänger, Pianist und Komponist.

## Leben
Sascha Seelemann begann im Jahr 2014 seine Tätigkeit als Radiomoderator beim Hörfunksender Bayern 3 des Bayerischen Rundfunks. Dort moderierte er ab August 2016 gemeinsam mit Corinna Theil und Sebastian Winkler die Neuauflage der Radiosendung Die Frühaufdreher. Kaum ein Jahr später wechselte er im Juli 2017 ins Nachmittagsprogramm des Senders, wo er bis heute die Sendung Hits, Hits, Hits für euren Nachmittag im Wechsel mit Katja Wunderlich und Sebastian Schaffstein moderiert.
Seit 2022 ist er regelmäßig werktags in der Bayern-3-Sendung Alle Hits von heute - am Abend von 21 bis 24 Uhr zu hören.
Seelemann sang und spielte Klavier in der Band Lupin, die zuerst als eigenes Soloprojekt startete und 2011 in der Zusammenarbeit mit weiteren Musikern zur Veröffentlichung der EP Abschlag führte. Dabei fand Seelemann seine eigene Mischung aus Jazz, Reggae, Hip-Hop und Dub. Mit dem Album erfolgte eine Einladung nach Jerusalem zu einem interkulturellen Begegnungsprojekt.
2021 widmete sich Seelemann erneut seiner musikalischen Solokarriere und veröffentlichte unter dem Namen SEELEMANN die EP "Seelemann - am Klavier". Verantwortlich zeichnete dafür erstmals Universal Music. Es folgte im selben Jahr unter demselben Label die Single Game Over.
Seelemann wohnt in Dachau bei München.
Die "Gut, dass du da bist – Tour 2024" wurde im April 2024 von 8 auf 4 Konzerte verkleinert, später aber aus wirtschaftlichen Gründen komplett gestrichen.

## Diskografie

### Singles
Bayern 3 Weihnachts- und Benefizsongs
- 2017: Heimkommen (feat. Glasperlenspiel & Münchner Rundfunkorchester)
- 2018: (Ich wünsch dir) Sternstunden (feat. Christina Stürmer & Münchner Rundfunkorchester)

Bayern 3 Sommerhits
- 2018: Bleib für immer

SEELEMANN
- 2020: Blind vor Liebe - am Klavier
- 2020: Ende der Einsamkeit - am Klavier
- 2021: Game Over
- 2022: Gut, dass du da bist!

### Studioalben
Lupin
- 2011: Abschlag

SEELEMANN
- 2021: SEELEMANN - am Klavier